# Barbie: The Album
Barbie: The Album is het soundtrackalbum voor de film Barbie uit 2023, geregisseerd door Greta Gerwig. Het album werd uitgebracht door Atlantic Records op 21 juli 2023, dezelfde dag als de Noord-Amerikaanse bioscooprelease van de film. Het album werd gepromoot door vijf singles: "Dance the Night", "Barbie World", "Speed Drive", "What Was I Made For?" en "Choose Your Fighter". Het album kwam binnen op de eerste plaats in Australië, Canada, Nederland en Nieuw-Zeeland.

## Tracklijst
| 1.                 | Pink (Lizzo)                                    | 2:23 |
| 2.                 | Dance the Night (Dua Lipa)                      | 2:56 |
| 3.                 | Barbie World (Nicki Minaj & Ice Spice met Aqua) | 1:49 |
| 4.                 | Speed Drive (Charli XCX)                        | 1:57 |
| 5.                 | Watati (Karol G featuring Aldo Ranks)           | 2:46 |
| 6.                 | Man I Am (Sam Smith)                            | 3:07 |
| 7.                 | Journey to the Real World (Tame Impala)         | 1:27 |
| 8.                 | I'm Just Ken (Ryan Gosling)                     | 3:42 |
| 9.                 | Hey Blondie (Dominic Fike)                      | 2:21 |
| 10.                | Home (Haim)                                     | 3:46 |
| 11.                | What Was I Made For? (Billie Eilish)            | 3:42 |
| 12.                | Forever & Again (The Kid Laroi)                 | 2:19 |
| 13.                | Silver Platter (Khalid)                         | 2:45 |
| 14.                | Angel (PinkPantheress)                          | 2:03 |
| 15.                | Butterflies (Gayle)                             | 2:16 |
| 16.                | Choose Your Fighter (Ava Max)                   | 2:17 |
| 17.                | Barbie Dreams (Fifty Fifty featuring Kaliii)    | 2:29 |
| Totale duur: 44:05 |                                                 |      |

| 18.                | Push (Ryan Gosling)                                 | 3:23 |
| 19.                | Closer to Fine (Brandi Carlile & Catherine Carlile) | 5:52 |
| Totale duur: 53:31 |                                                     |      |